# أونيكاتشي أوكونكو
أونيكاتشي «تيكو» دوناتوس أوكونكو (بالإنجليزية: Onyekachi Okonkwo)
(13 مايو 1982 -) هو لاعب كرة قدم نيجيري ولد في أبا[ ؟ ] في نيجيريا.
بدأ مسيرته الكروية مع نادي إنييمبا، ولعب معهم حتى عام 2005 ثم انتقل إلى نادي أورلاندو بيراتس الأمريكي، ولعب معهم حتى عام 2007، وشارك معهم في 43 مباراة وسجل 3 أهداف، ومنذ عام 2007 وهو يلعب مع نادي زيورخ السويسري.
يلعب أونيكاتشي مع المنتخب النيجيري منذ 2006.

## وصلات خارجية
- أونيكاتشي أوكونكو على موقع قاعدة بيانات كرة القدم.إي يو (الإنجليزية)
- أونيكاتشي أوكونكو على موقع ناشيونال فوتبول تيمز (الإنجليزية)
- أونيكاتشي أوكونكو على موقع عالم كرة القدم.نت (الإنجليزية)